# Liza Grobler
Liza Grobler (sinh năm 1974) là một nghệ sĩ truyền thông hỗn hợp Nam Phi sống và làm việc tại Cape Town, Nam Phi. Grobler hoạt động trong một loạt các phương tiện truyền thông, nắm lấy màu sắc tươi sáng và thường kết hợp các kỹ thuật thủ công truyền thống để tạo ra công việc cụ thể theo trang web. Bà được đại diện bởi CIRCA / EVERARD READ.

## Tiểu sử
Grobler nhận bằng thạc sĩ về Mỹ thuật với bằng xuất sắc của Đại học Stellenbosch năm 1999, sau đó bà đã hướng tới việc phát triển một thẩm mỹ đặc trưng liên quan đến màu sắc tươi sáng và phương tiện truyền thông đa dạng. Công việc của Grobler thường kết hợp các kỹ thuật thủ công truyền thống như đính hạt và bà đã hợp tác với The Quebeka Bead Studio để tạo ra các tác phẩm đính cườm.
Bà đã tham gia gần một trăm chương trình nhóm ở cả Nam Phi và nước ngoài - ở Ý, Brazil, Đức, Vương quốc Anh, Hà Lan, Thụy Sĩ, Úc, Tây Ban Nha, Hoa Kỳ và Phần Lan. Bà đã tham dự cư trú và hội thảo tại Hoa Kỳ, Na Uy, Phần Lan và Thụy Sĩ. Công việc của bà nằm trong nhiều bộ sưu tập đáng chú ý bao gồm Bộ sưu tập tư vấn nghệ thuật Jeanetta Blignaut.
Grobler cũng là một nhà phê bình nghệ thuật và là người đóng góp thường xuyên cho tờ báo tiếng Nam Phi Die Burger. Grobler sống và làm việc tại Cape Town cùng với người chồng nghệ sĩ Norman O KhănFlynn và con trai

### Phát triển gần đây
Vào năm 2012 Grobler đã thực hiện "Mối trắng", triển lãm cá nhân gần đây nhất của cô, tại BRUNDYN + GONSALVES. Đây là triển lãm cá nhân lần thứ 9 của cô.
Tác phẩm của Groblerer cũng được đưa vào 'ALPTRAUM!', Một triển lãm vẽ nhóm năm 2011 đi giữa Không gian dự án di động, London; Bêlarcher Künstlerbund Projektraum, Berlin; Công ty, Los Angeles và 'Dự án trống', Cape Town.